# لوکاس بروکرو
لوکاس بروکرو (انگلیسی: Lucas Brochero؛ زادهٔ ۲۳ ژانویهٔ ۱۹۹۹) بازیکن فوتبال است.